# Plethus toana
Plethus toana är en nattsländeart som beskrevs av Olah 1989. Plethus toana ingår i släktet Plethus och familjen smånattsländor. Inga underarter finns listade i Catalogue of Life.